# Virihaure
Der Virihaure ist der größte natürliche See im schwedischen Nationalpark Padjelanta mit einer Fläche von 112 km². Er liegt 579 m. ü. M. Zuflüsse sind u. a. der Miellätno und der Stalojåkkå. Mit einer Tiefe von 138 m ist er der sechsttiefste schwedische See. Der Virihaure fließt in einer beeindruckenden Stromschnelle in den Vastenjaure.  Er ist im Sommer nur zu Fuß, per Helikopter oder Wasserflugzeug erreichbar. Der Name leitet sich aus dem Samischen ab und bedeutet: „Wasser, das der Wind kräuselt“. Im Sommer wird das Hüttendorf Staloluokta von Samen bewohnt. Hier befindet sich auch eine Fjällstation für Wanderer.
Im See liegen mehrere Inseln, darunter als größte die Insel Stuorsuoloj.

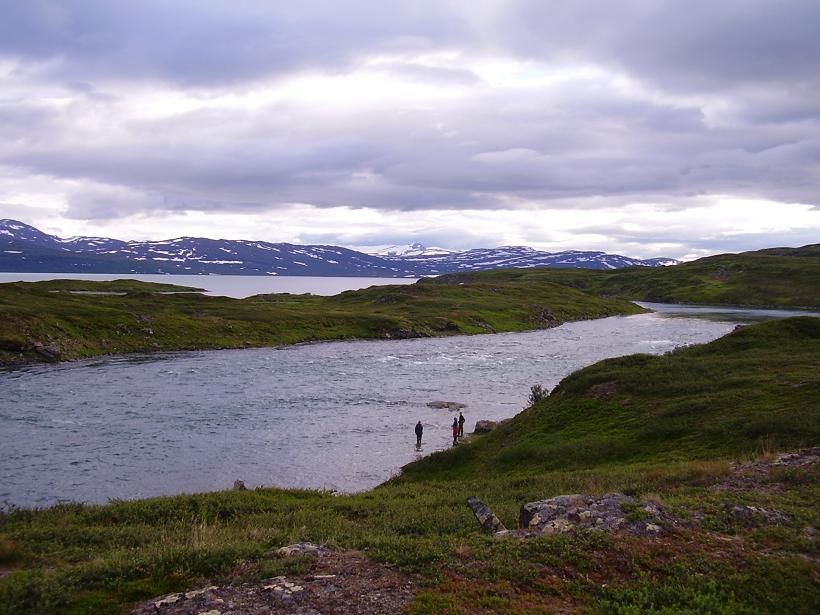
Abfluss vom Virihaure zum Vastenjaure
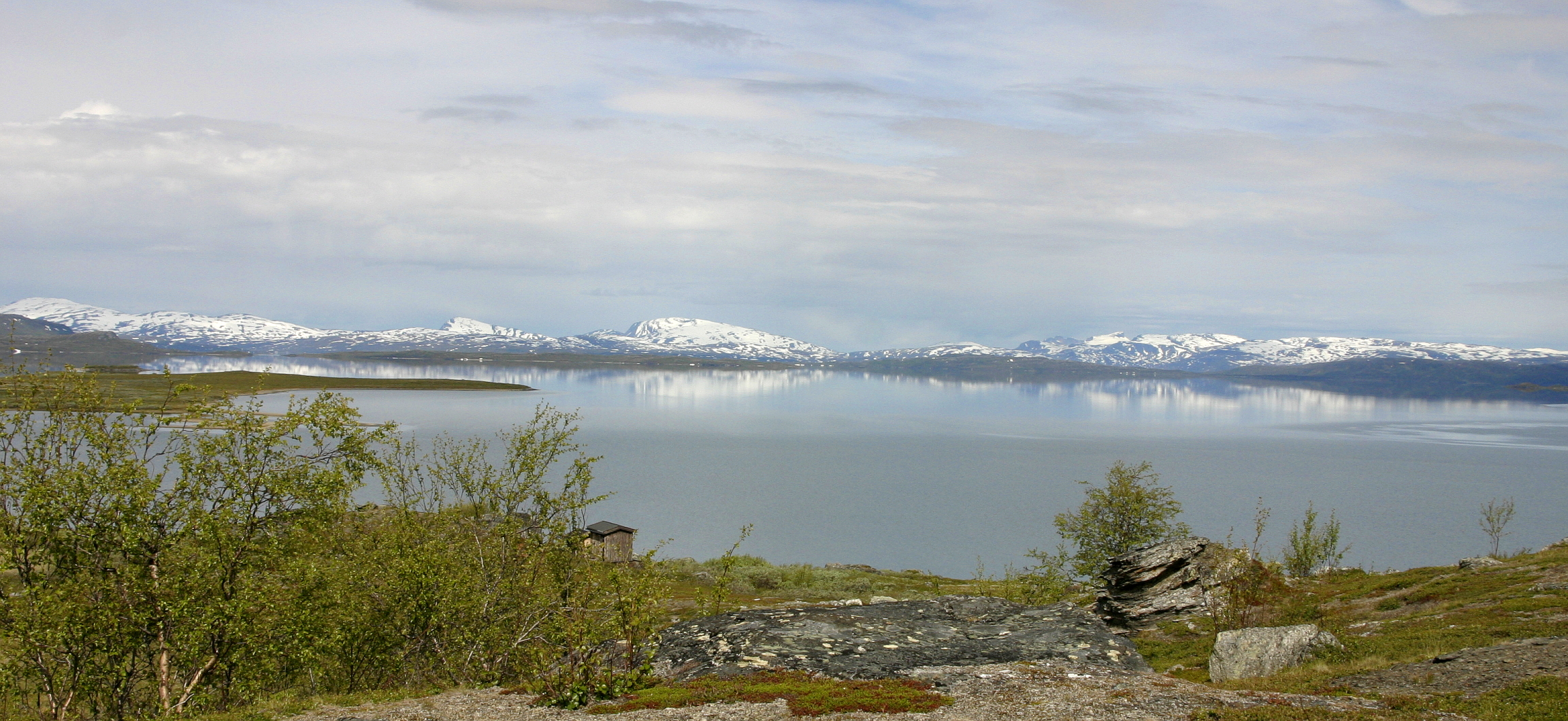
Virihaure von Staloluokta